# Ukoronowanie Najświętszej Maryi Panny
Ukoronowanie Najświętszej Maryi Panny (wł. L’Incoronazione della Vergine, fr. Le Couronnement de la Vierge) – obraz włoskiego malarza Zanobiego Machiavellego, sygnowany i opatrzony datą 1474, znajduje się w Musée des beaux-arts w Dijon we Francji.

## Opis
Ukoronowanie NMP prezentuje przeładowany układ postaci, jaskrawe kolory i wyszukaną linię udrapowania szat, co bardziej wskazuje na wpływ Pesellino i Benozzo Gozzoli niż Filippo Lippiego, którym często inspirował się Machiavelli. Gozzoli w czasie powstawania obrazu obecny był w Pizie, uczestnicząc w kampanii Camposanto dekorowania freskami jednego z najokazalszych cmentarzy.
Niektóre postacie cechują się dziwną brzydotą twarzy i kulistymi oczami, co z kolei odzwierciedla tendencje przejawiane przez sztukę florencką około 1470–1480. Można też dopatrzyć się pewnych analogii z obrazem Madonna in trono col Figlio e i Santi Antonio da Padova, Silvestro, Ranieri, Francesco, które świadczą o zmianie stylu, skłonnościach do nadmiaru w kompozycji i przejaskrawiania barw, w późnym okresie malarstwa Zenobiego. Wokół tronu ciasno zgromadzeni są aniołowie grający na dudach, flecie z dwoma otworami i tamburynie, trąbce, trójkącie, bębnie i cymbałach. Na pierwszym planie grają na lutni, skrzypcach i altówce, a jeden śpiewa.

## Historia
Obraz pierwotnie znajdował się w Pizie. Podczas okupacji Włoch przez wojska Napoleona Bonapartego dzieło zostało zrabowane, zinwentaryzowane przez komisarzy francuskiego rządu, a następnie w 1811 przewiezione do Paryża. W 1813 roku obraz został wystawiony w Luwrze. Historyk sztuki Marie-Louise Blumer w 1936 wskazała, że pochodzi on z kościoła Santa Croce w Fossabanda w pobliżu Pizy, a nie Camposanto, jak wskazywała inwentaryzacja z 1811. Znajduje to potwierdzenie w zapisach włoskiego historyka Alessandro Da Morrona z 1812.
Da Morrono w swoim przewodniku (Pisa illustrata nelle arti del disegno) z 1793 zapisał, że w kościele Santa Croce w Fossabanda po bokach głównego ołtarza były dwa dzieła Machiavellego, podpisane i opatrzone tą samą datą 1474. W drugiej edycji przewodnika z 1812 oba obrazy nie zostały już wymienione. Jednym z nich był obraz Ukoronowanie Najświętszej Maryi Panny, znajdujący się obecnie we Francji, a drugim Madonna in trono col Figlio e i Santi Antonio da Padova, Silvestro, Ranieri, Francesco, obecnie w Museo Nazionale di S. Matteo w Pizie. W 1876 obraz został wysłany do Dijon.